# Chemsketch

Modelo del ácido acetil salicílico (aspirina), creado utilizando Chemsketch.

Chemsketch es un programa de modelado molecular, utilizado para crear y modificar estructuras químicas.
Asimismo, se trata de un software que posibilita visualizar moléculas y modelos moleculares en dos y tres dimensiones, de manera de comprender la estructura de los enlaces químicos y la naturaleza de los grupos funcionales.

## Características
El programa ofrece algunas funciones avanzadas que permiten rotar las moléculas y aplicar color de manera de favorecer la visualización. Posee varias plantillas con iones y grupos funcionales con la eventualidad de agregar texto y utilizar otras herramientas para optimizar las producciones creadas mediante el software.

## Aplicaciones
El empleo de Chemsketch es fundamentalmente para uso educativo. Con él se pueden escribir y representar ecuaciones químicas, diagramas de laboratorios y estructuras químicas de variada entidad y complejidad.